# Okręg wyborczy nr 37 do Sejmu Polskiej Rzeczypospolitej Ludowej (1989–1991)
Okręg wyborczy nr 37 do Sejmu Polskiej Rzeczypospolitej Ludowej (1989–1991) obejmował Gliwice oraz gminy Pilchowice, Rudziniec, Sośnicowice i Zabrze (województwo katowickie). W ówczesnym kształcie został utworzony w 1989. Wybieranych było w nim 5 posłów w systemie większościowym.
Siedzibą okręgowej komisji wyborczej były Gliwice.

## Wybory parlamentarne 1989

### Mandat nr 140 –Polska Zjednoczona Partia Robotnicza
| Kandydat | I tura | I tura | II tura | II tura |
| Kandydat | Głosów | %      | Głosów  | %       |
| --- | ------ | ------ | ------- | ------- |
| Ryszard Jankowski                                                                                              | 39 117 | 25,33  | 26 846  | 46,39   |
| Jerzy Markowski                                                                                                | 23 320 | 15,10  | 20 644  | 35,67   |
| Liczba głosów ważnych: 154 419 (I tura) • 57 875 (II tura) Źródło: Państwowa Komisja Wyborcza I tura i II tura |        |        |         |         |

### Mandat nr 141 – bezpartyjny
| Kandydat                                                          | Głosów  | %     |
| ----------------------------------------------------------------- | ------- | ----- |
| Elżbieta Seferowicz                                               | 127 664 | 80,93 |
| Witold Żdanowicz                                                  | 21 734  | 13,78 |
| Liczba głosów ważnych: 157 743 Źródło: Państwowa Komisja Wyborcza |         |       |

### Mandat nr 142 –Polska Zjednoczona Partia Robotnicza
| Kandydat | I tura | I tura | II tura | II tura |
| Kandydat | Głosów | %      | Głosów  | %       |
| --- | ------ | ------ | ------- | ------- |
| Jan Szlachta                                                                                                   | 37 220 | 23,77  | 25 912  | 44,66   |
| Janusz Furmaniak                                                                                               | 28 134 | 17,97  | 20 552  | 35,42   |
| Liczba głosów ważnych: 156 605 (I tura) • 58 020 (II tura) Źródło: Państwowa Komisja Wyborcza I tura i II tura |        |        |         |         |

### Mandat nr 143 –Polska Zjednoczona Partia Robotnicza
| Kandydat | I tura | I tura | II tura | II tura |
| Kandydat | Głosów | %      | Głosów  | %       |
| --- | ------ | ------ | ------- | ------- |
| Jan Sroczyński                                                                                                 | 36 400 | 23,48  | 28 949  | 49,89   |
| Stefan Zemła                                                                                                   | 25 645 | 16,54  | 17 767  | 30,62   |
| Liczba głosów ważnych: 155 038 (I tura) • 58 026 (II tura) Źródło: Państwowa Komisja Wyborcza I tura i II tura |        |        |         |         |

### Mandat nr 144 – bezpartyjny
| Kandydat                                                          | Głosów  | %     |
| ----------------------------------------------------------------- | ------- | ----- |
| Janusz Steinhoff                                                  | 110 934 | 74,15 |
| Jan Banaszkiewicz                                                 | 18 205  | 12,17 |
| Jan Zalczyk                                                       | 12 290  | 8,22  |
| Liczba głosów ważnych: 149 602 Źródło: Państwowa Komisja Wyborcza |         |       |